# Diplazium bantamense
Diplazium bantamense är en majbräkenväxtart som beskrevs av Carl Ludwig Blume.
Diplazium bantamense ingår i släktet Diplazium och familjen Athyriaceae. Inga underarter finns listade i Catalogue of Life.